# Guglielmo Giannini
Guglielmo Giannini (Pozzuoli, 14 ottobre 1891 – Roma, 13 ottobre 1960) è stato un giornalista, politico, scrittore, regista e drammaturgo italiano.

## Biografia
Nato a Pozzuoli, da Federico, giornalista napoletano d'origine pugliese, e dall'inglese Mary Jackson, è cresciuto a Napoli. Di famiglia appartenente alla media borghesia, tuttavia abbandonò assai presto la scuola per esercitare i più diversi mestieri (da muratore a commesso in un negozio di stoffe) prima di approdare al giornalismo, in modesti fogli satirici. Viaggiò per l'Europa: qui si appassionò al romanzo giallo e iniziò a scrivere con questa tecnica vari copioni. Tra alcune sue commedie "gialle" L'anonima fratelli Roylot e Il tredicesimo furfante.

### Il giornalismo
Solo dopo aver convinto i familiari riuscì, introdotto dal padre, a intraprendere la carriera giornalistica, collaborando, a diciannove anni (1910), al giornale umoristico Monsignor Perrelli e al Giornale del mattino e occupandosi con successo, su Il Domani, della rubrica mondana "Le Vespe" (1909). Combattente come volontario nella Guerra italo-turca (1911-1912), partecipò alla prima guerra mondiale. Al termine della "Grande Guerra" si trasferì a Roma e tornò al giornalismo come redattore capo del Contropelo, direttore del Monocolo, fondatore e direttore della rivista cinematografica Kines.
È in questo periodo che incominciò la sua attività di commediografo. Tra i suoi testi più importanti ebbero particolare successo Parole d'onore del 1923, Il castello di bronzo del 1931, La casa stregata del 1934, Mani in alto del 1936, Supergiallo (dello stesso anno) e Il sole a scacchi del 1940. Fu autore di canzoni popolari come: Maruska e Rosa di Malaga oltre che, con lo pseudonimo di Zorro, l'Inno dei Sommergibili.
Contrario all'ingresso dell'Italia nella seconda guerra mondiale (scelta questa non dettata da un'adesione al pacifismo bensì dalla convinzione che la sconfitta fosse certa), faticò per questa sua posizione a continuare a lavorare.
Durante il conflitto bellico suo figlio Mario morì in un incidente aereo nell'aeroporto di Jesi nel 1942. A questo straziante episodio è dedicato il saggio La folla, scritto da Giannini dopo la notizia del decesso del figlio, portato alle stampe nel 1945 e pubblicato nel 1946.
Il 27 dicembre 1944 viene fondato e diretto a Roma, da Guglielmo Giannini un nuovo settimanale, battezzato L'Uomo qualunque, che nel maggio 1945 superò le 800 000 copie.
In un articolo su Linus Oreste del Buono riporta le parole pubblicate da Guglielmo Giannini nel numero inaugurale dell'Uomo Qualunque dove esprime un odio indiscriminato per la classe politica, e in particolare per i suoi capi, senza distinzione di colore: «L'uomo qualunque che sta pagando da seimila anni le colpe e gli errori dei suoi capi, diffida di tutti i Capi, passati, presenti e futuri. È stato trascinato, contro la sua volontà, in guerre inutili e stupide, in agitazioni sociali animose e improduttive; e tutto e solo per l'idiozia, l'egoismo, l'arrivismo dei Capi, Sottocapi e Aspiranti Capi in lotta fra loro per decidere chi dovesse tosare il gregge e vendersi la lana».

### Il cinema
Nel 1943 Giannini si cimentò col cinema, girando ben quattro film in un anno: ebbero però ampio accesso alle sale soltanto Grattacieli e 4 ragazze sognano, entrambi con Paolo Stoppa come protagonista.
Fu soggettista e sceneggiatore del primo film di Totò, Fermo con le mani, diretto da Gero Zambuto.

### La politica

#### L'Uomo Qualunque
Stanco della dittatura fascista e dell'intromissione della politica nella vita dei privati cittadini, ma anche del ritorno dei partiti tradizionali, Giannini sull'onda del successo del settimanale, si mise a capo di un movimento d'opinione chiamato Fronte dell'Uomo Qualunque, il cui motto era "non ci rompete più le scatole". L'8 agosto 1945 Giannini scrive di dover accogliere il "grido di dolore che si levava da ogni parte d'Italia". Il 7 novembre successivo viene pubblicato il programma del futuro Fronte qualunquista.

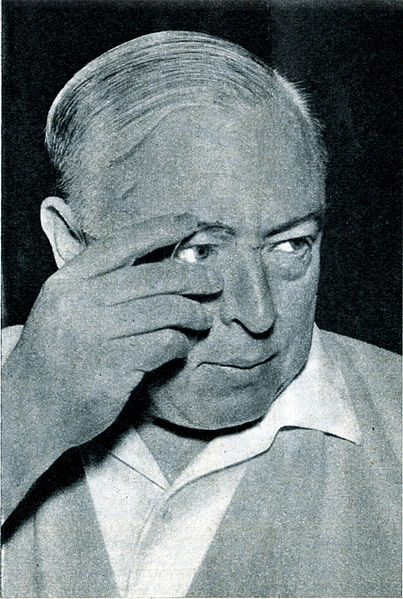
Guglielmo Giannini nel 1955

Il movimento, che avrebbe generato una nuova pseudo-ideologia politica, chiamata appunto "qualunquismo", ottenne il 5,3% dei voti alle elezioni politiche del 1946, potendo così contare su 30 deputati all'Assemblea costituente, tra cui lo stesso Giannini, che divenne capogruppo alla Camera. Per questo motivo Giannini è considerato il principale esponente dell'ideologia dell'antipolitica e principale riferimento per gli schieramenti che si oppongono allo schema dei partiti tradizionali.
L'Uomo Qualunque fece proseliti soprattutto al Sud, dove otteneva il voto dei grandi proprietari terrieri spaventati dalla rivolta delle masse contadine (appoggiate dal Partito Comunista Italiano) e dagli ex-fascisti. La nascita del Movimento Sociale Italiano e il rafforzamento della Democrazia Cristiana su posizioni conservatrici causeranno il crollo elettorale del FUQ. Giannini, di matrice liberale e liberista, affermava: «Non esiste e non può esistere una politica di massa», come ebbe a scrivere nel 1945.
Giannini fu anche protagonista di una campagna-stampa ferocemente anticomunista, dove ingigantì i numeri dei morti fascisti e civili del dopoguerra causati da vendette di partigiani comunisti nel cosiddetto "triangolo rosso" (in realtà circa 4 500). Il 24 giugno 1952, durante una discussione parlamentare relativa alla legge n. 645/1952 (la quale, molti anni dopo, fu modificata dall'attuale Legge Mancino), Giannini rivelò di essere stato lui stesso, tramite il proprio giornale, a diffondere quella che egli definì «menzogna bene architettata» secondo cui i morti fascisti a guerra finita sarebbero stati 300 000:
(Guglielmo Giannini)
Nel 1947 Giannini, dopo aver tentato un'alleanza con la Democrazia Cristiana e il MSI, si avvicinò al leader comunista Palmiro Togliatti, definito due anni prima "verme, farabutto e falsario". Molti simpatizzanti dell'Uomo Qualunque, allibiti da questa scelta, abbandonarono Giannini che, messo alle strette, rinunciò al patto d'amicizia con il PCI per stringerne un altro con il Partito Liberale Italiano. Ormai il danno era fatto: alle elezioni politiche del 1948 l'alleanza FUQ-PLI ottenne solo il 3,8% dei consensi e poco dopo i liberali se ne staccarono. Giannini venne eletto alla Camera e aderì al gruppo misto.

#### Dopo l'Uomo Qualunque: Le candidature con la DC (1953) e il PMP (1958)
Il movimento di Giannini si sciolse l'anno successivo. In vista delle elezioni del 1953 Giannini si candidò nella DC, senza tuttavia essere eletto. Poco dopo le elezioni Amintore Fanfani formò un governo di centro-sinistra con il Partito Socialista Democratico Italiano e Giannini, contrario a tale formula politica, individuò come possibili interlocutori prima il MSI e poi il Partito Nazionale Monarchico.  Nel 1958 fu candidato alla Camera a Roma nel Partito Monarchico Popolare di Achille Lauro, ma non fu eletto.
Nel corso della sua vita fu anche sceneggiatore, librettista e direttore di compagnie. È il nonno della showgirl Sabina Ciuffini, nata dalla figlia Yvonne.

## Opere
- La donna perduta. Operetta in tre atti, con Guglielmo Zorzi, Milano, Sonzogno, 1923.
- Il paese delle donne. Operetta in 3 atti e 4 quadri, Roma, Tip. Luzzatti, 1928.
- I rapaci. Giallissimo in 3 atti, Roma, C.E.S.A., 1935.
- Mimosa. Spettacolo drammatico in 3 atti, Roma, C.E.S.A., 1935.
- Anonima fratelli Roylott. Spettacolo giallo drammatico in 3 atti, Roma, C.E.S.A., 1936.
- Le serate del pretore De Minimis. Romanzo umoristico, Milano, Ceschina, 1941.
- Il miliardo. Commedia in tre atti e quattro quadri, Napoli, C. L. E. T., 1942.
- Tempesta. Dramma in due atti e due quadri, Milano, Ancora, 1943.
- Quell'amico dorme sempre, Roma, Studio Edit. Italiano, 1944.
- Autodifesa di Guglielmo Giannini, direttore dell'Uomo qualunque, Roma, Ippocampo, 1945.
- La folla. Seimila anni di lotta contro la tirannide, Roma, Faro, 1945.
- Il ragionier Ventura. Commedia in tre atti, Roma, Faro, 1947.
- Avventura del protagonista. Commedia in 3 atti, Roma, Tip. U. Quintily, 1949.
- La polemica del "muro di ghiaccio" Giannini-Togliatti. Con gli articoli di Togliatti e di Giannini interamente riprodotti, completati dalle prove dirette e induttive del colossale trucco politico che preparò l'avvento del bipartitismo al 18 aprile 1948, Milano, Ceschina, 1951.
- Il pretore De Minimis, Torino, Società Editrice Torinese, 1951.
- Ritorno del re, Torino, Società Editrice Torinese, 1952.
- L'abito nero, Torino, Società Editrice Torinese, 1952.
- L'attesa dell'angelo, Torino, Società Editrice Torinese, 1953.
- L'anonima Roylott, Verona-Milano, Mondadori, 1954.
- Eva in vetrina, Il sole a scacchi, Il tredicesimo furfante, Roma, Casini, 1955.
- Ciao, nonno, Milano, Ceschina, 1957.
- Mani in alto. Commedia in tre atti, Firenze, Ed. Libreria Del Teatro, 1957.
- L'angelo nero. Romanzo poliziesco, Milano, Ceschina, 1958.
- Cinque commedie di Guglielmo Giannini, 2 voll., Roma, Arcoscenico, 1961.

## Filmografia

### Regista
- Duetto vagabondo (1938)
- Il nemico (1943)
- Quattro ragazze sognano (1943)
- Grattacieli (1943)

### Sceneggiatore
- Il serpente a sonagli, regia di Raffaello Matarazzo (1935)
- Pensaci, Giacomino!, regia di Gennaro Righelli (1936)
- Fermo con le mani, regia di Gero Zambuto (1937)
- L'ha fatto una signora, regia di Mario Mattoli (1938)